# Guillaume Verspeyen
Guillaume Marie Joseph Ghislain Verspeyen (Gent, 10 mei 1837 - aldaar, 26 november 1912) was een Belgisch bestuurder, advocaat en redacteur.

## Levensloop
Verspeyen was een Gents jurist en secretaris van de hoofdraad van de Sint-Vincentius a Paulogenootschap België.
Hij was van 1860 tot 1912 hoofdredacteur van Le Bien Public. Daarnaast was hij oprichter en de eerste voorzitter van de Bond van Katholieke Journalisten van België.
Verspeyen was officier in de Leopoldsorde, Kroonorde en het Legioen van Eer. Daarnaast was hij commandeur in de Orde van Sint-Gregorius de Grote en ridder in de Orde van Pius.